# ميخائيل لورانس
ميخائيل لورانس (بالإنجليزية: Michael Lawrence)‏ هو كاتب بريطاني، ولد في 14 سبتمبر 1943 في هنتينغدونشير في المملكة المتحدة.

## وصلات خارجية
- الموقع الرسمي